# Ирен Димитрова
Ирен Димитрова е българска пианистка и преподавател по камерна музика и съпровод.

## Биография и дейност
Ирен Димитрова е родена през 1950 г. Учи пиано при проф. Панка Пелишек в Националната музикална академия „Панчо Владигеров“ в София, където след завършване на следдипломна специализация по камерна музика и съпровод в Руска академия за музика „Гнесини“, получава докторска степен. Тя развива дългогодишна концертна и преподавателска дейност, преподава съпровод и камерна музика в Националното училище по изкуствата „Добри Христов“ и пиано във Варненски свободен университет „Черноризец Храбър“, Шуменски университет „Константин Преславски“ и Висшия институт по музика в Сфакс, Тунис.
Ирен Димитрова е сред първите музикални педагози в България, които посвещават живота си да преподаването на камерна музика и съпровод и нейната творческа дейност има голям принос за развитието на тези дисциплини в България. През 2011 г. е отличена със специалната награда за цялостен принос на Съюза на музикалните и танцови дейци на България „Кристална лира“.